# 唐朝墩古城遗址
唐朝墩古城遗址是坐落在中华人民共和国新疆维吾尔自治区昌吉回族自治州奇台县的古遗址。唐朝墩古城是唐朝蒲类县县治所在地，高昌回鹘时期、西辽、蒙元时期沿用，于15世纪废弃。古城遗址现为中华人民共和国全国重点文物保护单位。唐朝墩面积约面积约16万平方米，北侧城墙保存较好，因其中段有一高大土墩，古城遗址得名“唐朝墩”，城内有古罗马浴场、景教寺院、佛教寺院等建筑遗迹，出土有佛像、壁画、陶器、铁器等遗物。

## 古城历史
唐朝墩古城遗址是唐代蒲类县县治。唐代蒲类县与庭州同时设置，于贞观十四年（640年）开始建城。唐蒲类县的设置年代与自城墙夯层采样测放射性碳定年法的结果相当。唐朝墩古城遗址也出土有唐代风格的陶器、铁器等。规模方面，唐朝墩古城遗址的规模符合唐代一坊之大小，符合唐代县城规制。也符合蒲类县城作为区域行政中心的规模，大于庭州（北庭故城遗址）以西的多个古城，稍小于唐轮台县县治（昌吉古城，存疑）。地理方位方面，唐朝墩古城遗址距北庭故城遗址、木垒古城（独山守捉）的直线距离符合史书中蒲类县东距庭州八十里，自独山守捉经蒲类至庭州一百六十里的记载。此外，如《奇台县乡土志》等近代方志也记载唐朝墩古城遗址为唐代蒲类县所在地。
贞观十五年（641年），唐朝与乙毗咄陆可汗的战斗获胜，开始有大量移民西迁，庭州境内开始推行郡县制。蒲类县为北庭都护府东路重镇，命运也与庭州相近，在唐朝与吐蕃、突厥等势力的对抗中，多次经历战乱和重建。高昌回鹘时期、西辽、蒙元时期，古城继续沿用。到15世纪东察合台汗国时期，因政治中心西迁，与别失八里（北庭故城）同时被废弃。清代乾隆年，古城作为饲养马匹之地，同时在古城西南建立奇台县城。

## 地理环境
唐朝墩古城遗址位于中华人民共和国新疆维吾尔自治区昌吉回族自治州奇台县奇台镇，位于县城东北角。东临水磨河，西侧、南侧、北侧为东菜园子村，遗址西部、南部因城镇扩展已是居民区。地理上，唐朝墩古城遗址向北约20千米为古尔班通古特沙漠，向南约40千米为天山山脉博格达山。丝绸之路方面，唐代蒲类县县城（唐朝墩古城遗址）地处新北道上，向西距离唐代北庭城（北庭故城遗址）30千米，向南距离汉代疏勒城（石城子遗址）40千米。

## 形制遗物

### 布局城墙
唐朝墩古城遗址方向为西北-东南向，平面为东西超过300米，南北约500米的不规则长方形，面积约16万平方米。城内地势北高南低，地表有起伏。唐朝墩古城遗址以北侧城墙保存最为完好，长约340米，残高约4米，宽6米到8米，主体夯筑而成，夯层7到12厘米。北墙中段存有一土墩，即“唐朝墩”名称之来历，土墩平面呈边长12米的正方形，高约5米，或为瓮城、壁楼、敌台之类的建筑设施。土墩两侧分别存3处马面。西墙仅存长约80米的墙体，2处马面。西墙北段部分墙体被清代奇台的新满城所叠压。东墙仅存部分墙基，因临水磨河而随河曲折。也因河水冲刷，城墙下形成断崖。南墙仅存2处2到3米的城墙。城内存有多处土坑、土沟，其中部分为盗洞。自遗址出土有泥质灰陶、夹砂红陶等质地的陶残片，开元通宝、察合台银币等钱币，铜镜、铁剑、铁箭鏃等金属器。
城内东北处地层堆积自上而下存西辽至蒙元时期、高昌回鹘时期、唐代等时期堆积。于最早的地层堆积及城墙夯层采样，经放射性碳定年法测定，为公元596±42年。唐朝墩古城遗址内分布有浴场遗址、景教寺院、佛教寺院等建筑设施遗迹。

### 罗马式浴场
唐朝墩古城遗址东北角存有一具有古罗马浴场风格的浴场遗址，面积约400平方米，时代约为10到13世纪，即高昌回鹘时期。浴场遗址为半地穴式建筑，由原地表上使用活动空间的上层和原地表下烟道、供热空间的下层构成。其中上层结构大多坍塌，下层结构中西侧部分保存较好。浴场遗址可分为砖砌结构的主体建筑、土坯砌筑建筑及灶址、水井等设施。其中主体建筑平面呈边长约12米的方形，残高半米到一米有余，可分为3×3个区域，其中中心区域平面为八边形，其余8个区域平面为方形。部分区域下层建有长方形砖砌支撑柱，和古罗马浴场供暖装置类似。
土坯建筑位于主体建筑东侧，破坏较为严重。土坯建筑南北十三米半，东西五米有余。南北分为三个房间，门道皆向东，除中间房间外，剩余两处房间有通道连接主体建筑。灶址位于主体建筑正北，平面呈南北2米有余，东西约2米的椭圆形，底部为红砖错缝顺砌，拱券顶，残高不足一米。与主体建筑有砖砌火道相连，灶址北侧处存大量灰烬堆积。浴场遗址发现有2口水井，分别位于主体建筑西北和东北，其中西北侧水井较大，平面呈南北三米半，东西三米有余的椭圆形，深约十米。浴场遗址出土有陶器、瓷器、铁器、铜器、骨器、石器、玻璃器、建筑构件等遗物。

### 景教寺院
唐朝墩古城内景教寺院遗址位于遗址北部中央，因出土有带十字架元素的壁画、回鹘文“也里可温教”的榜题，判断其为东方叙利亚基督教，即景教的寺院遗址。寺院遗址基本坐东朝西，平面呈东西近100米，南北约50米的不规则长方形，功能上可分为位于西侧的主体建筑及东侧的生活区。寺院主体建筑建于10世纪初，此后200年间多次修缮，13世纪前后被破坏。生活区东西约28米，南北约50米，包括南侧庭院、北侧居址、储藏区等设施。南侧庭院为两进院落，西侧与主体建筑相连。北侧居址存有多个房间，分为西辽至蒙元时期上层，高昌回鹘时期的下层建筑。出土有石器、铁器、陶器等遗物
主体建筑平面呈东西约32米，南北约24米的长方形，分为南北两组空间，空间自西向东均为中殿、祭台、三间房间（南北并排）、后廊分布，其中南侧空间的东南侧后期遭到改建。主体建筑北侧中殿面积约200平方米，其中存有圣台（Bema），平面呈东西5米半，南北4米的近长方形，高约2米，由土坯砌筑而成。圣台南北具有对称的结构，中央有穿心门洞。圣台东面两端立有七棱柱。圣台墙壁保存有数处壁画、回鹘文榜题，其中位于东面踏步南侧墙体的壁画保存较好，内容为骑马圣像。东侧与圣台相对，位于祭台之上的房间为圣堂（Sanctuary），存有上下两层早晚房址，下层房址建于8世纪（唐西州时期），并一直沿用至10世纪（高昌回鹘时期），后被掩埋，并在其基础上新建上层房址。上层房址平面呈边长约4米的近方形，残高1米半。西墙中部、南墙西侧分别开有正门与小门，北墙、西墙存一大一小两处壁龛。墙壁上原有壁画，内容以供养人画像为主。下层房址平面近“凸”字形，结构与上层房址近似，在东壁中央处存有祭坛。下层房址壁画保存较多，内容包括骑马圣像、胸口绘制十字架的人像、身穿红色菱格纹服饰的人像、和带翼天使像等，人物具有高昌回鹘风格。另也有回鹘文题记。下层房址出土有唐代风格的莲花纹方砖和青砖。

### 佛教寺院
佛教寺院遗址位于唐朝墩古城遗址中央，是于唐代兴建，沿用至高昌回鹘、蒙元时期的佛教寺院。佛寺可分为主体建筑、东侧佛寺门殿、南部佛殿及厢房三部分。佛寺主体建筑整体坐西朝东，平面呈长方形。建筑呈对称分布，自东向西分别为前院、前庭、佛殿、佛台、地宫，在佛殿、佛台、地宫外南、西、北侧存有回廊，在外侧有围墙痕迹，在西侧围墙墙外还存有两处房址遗迹。佛殿为长方形，门向东开。佛殿西墙存有可能是佛像基座的长方形台座，台座附近墙面存有壁画。佛殿北墙有白灰抹面和壁画。佛塔基部的地宫遗迹位于高出地面约2米的高台之上。佛寺遗址内有铺面方砖、柱础等建筑设施、遗迹。
佛寺东侧有佛寺门殿遗迹，分为上下叠压的两层结构类似但时期不同的建筑，上层约为西辽至蒙元时期，下层为高昌回鹘中晚期。上下两层佛寺门殿遗迹平面呈长方形，为土坯砌体结构，上层部分墙体有白灰抹面和彩色壁画痕迹。东侧有门道，门道外存最宽处近10米的东西向道路。门殿北侧有可能为佛殿的房址。南部佛殿及厢房平面呈“T”字形，已发掘5处房址，其中东北角房址紧挨佛寺遗址主体建筑。房址遗迹多为西辽至蒙元时期建筑，但也存有高昌回鹘时期的建筑。建筑墙体以土坯砌体结构为主。自佛寺遗址中出土有汉文、回鹘文的纸质遗物，其中包括汉文《大般涅槃经》残卷。

## 破坏、发掘、保护

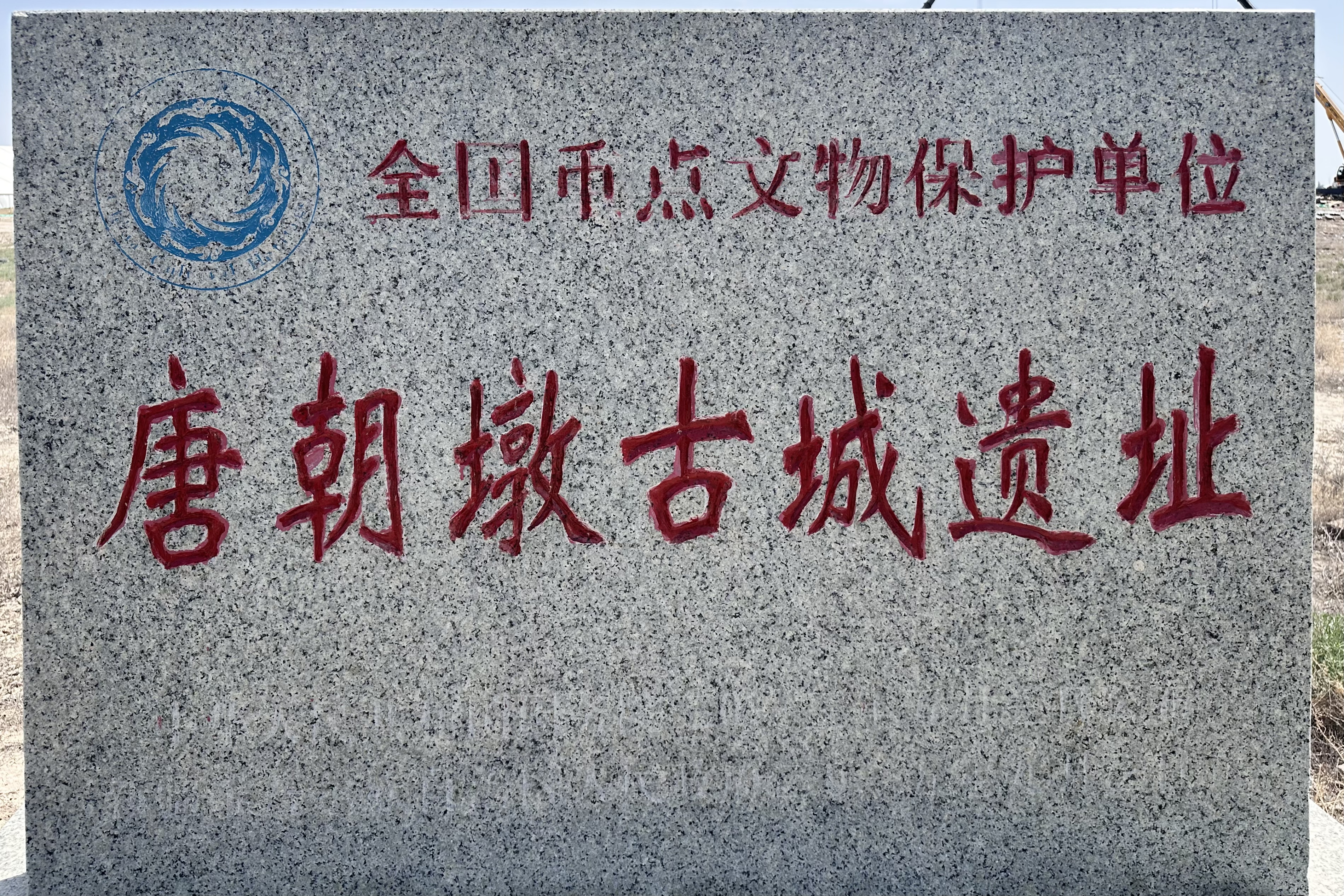
唐朝墩古城遗址是全国重点文物保护单位

民国22年（1933年），马仲英率部攻打奇台。奇台为抵御进攻，开辟新北门，在唐朝墩古城城墙处挖掘交通战壕，并在古城处驻扎军队。马仲英离开奇台后，当地官员害怕再受攻击，将唐朝墩古城的土墩削去一半。民国33年（1944年），当地官员在日军轰炸西安后，恐唐朝墩会吸引日军空袭，进而将城墙挖除数米。同时在唐朝墩土墩处下挖一米，架设高射炮。
1957年，唐朝墩古城遗址被收录为首批新疆维吾尔自治区文物保护单位。但是在文化大革命时期，附近生产队社员在唐朝墩古城遗址处挖土取肥，对遗址造成破坏。亦有人在此设炉制硝、私挖乱掘。1974年，奇台县在唐朝墩古城遗址召开万人大会，宣传教育文物保护的意义。自此，文物管理部门开始派专人看管遗址，并设立界碑。2011年，奇台县公布唐朝墩古城遗址的保护范围和建设控制地带。2013年，中华人民共和国国务院公布第七批全国重点文物保护单位，唐朝墩古城遗址为古遗址之一位列其中。
1958年，新疆维吾尔自治区博物馆组织新疆文物普查，唐朝墩古城遗址为其中之一。1972年，奇台县文化馆派出薛宗正、徐文治调查奇台县境内遗址，其中包括唐朝墩古城遗址。1988年，昌吉回族自治州文物普查队对唐朝墩古城遗址调查并建档。全国第三次文物普查时期，文物普查队对唐朝墩古城遗址复查。2018年开始，中国人民大学与新疆维吾尔自治区文物考古研究所多年合作开展对唐朝墩古城遗址的考古发掘工作，发掘包括浴场遗址、佛寺遗址、景教寺院遗址、院落遗址等多处遗存。此次考古工作曾入选2022年度全国十大考古新发现终评。2022年，以唐朝墩古城遗址的考古成果为内容的《汇远集萃——唐朝墩古城遗址考古成果展》在奇台县博物馆开展。展厅面积超过300平方米，由四部分组成，分别为“大唐蒲类城”、“古道现遗珍”、“多元共繁荣”、“春风吹又生”。展出壁画、钱币、陶器等百余件自唐朝墩古城遗址出土的文物。